# Tombe du roi Wen de Nanyue
La tombe du roi Wen de Nanyue (chinois : 南越文王墓 ; pinyin : nányuè wénwáng mù) est un site archéologique du royaume de Nanyue (période des Han occidentaux, 西汉), situé sur le mont Xianggang (zh) (象岗山), sur la route Jiefang (zh), à Canton, capitale de la province du Guangdong en Chine. Il s'agit de la sépulture de l'empereur Wen de Nanyue (南越文帝, -137 — -122), fils de Zhao Tuo.
Ce site est classé dans la liste des sites historiques et culturels majeurs protégés au niveau national.
Il est conservé au sein du Musée des rois de Nanyue de la dynastie des Han occidentaux (zh) (西汉南越王博物馆).

## Galerie

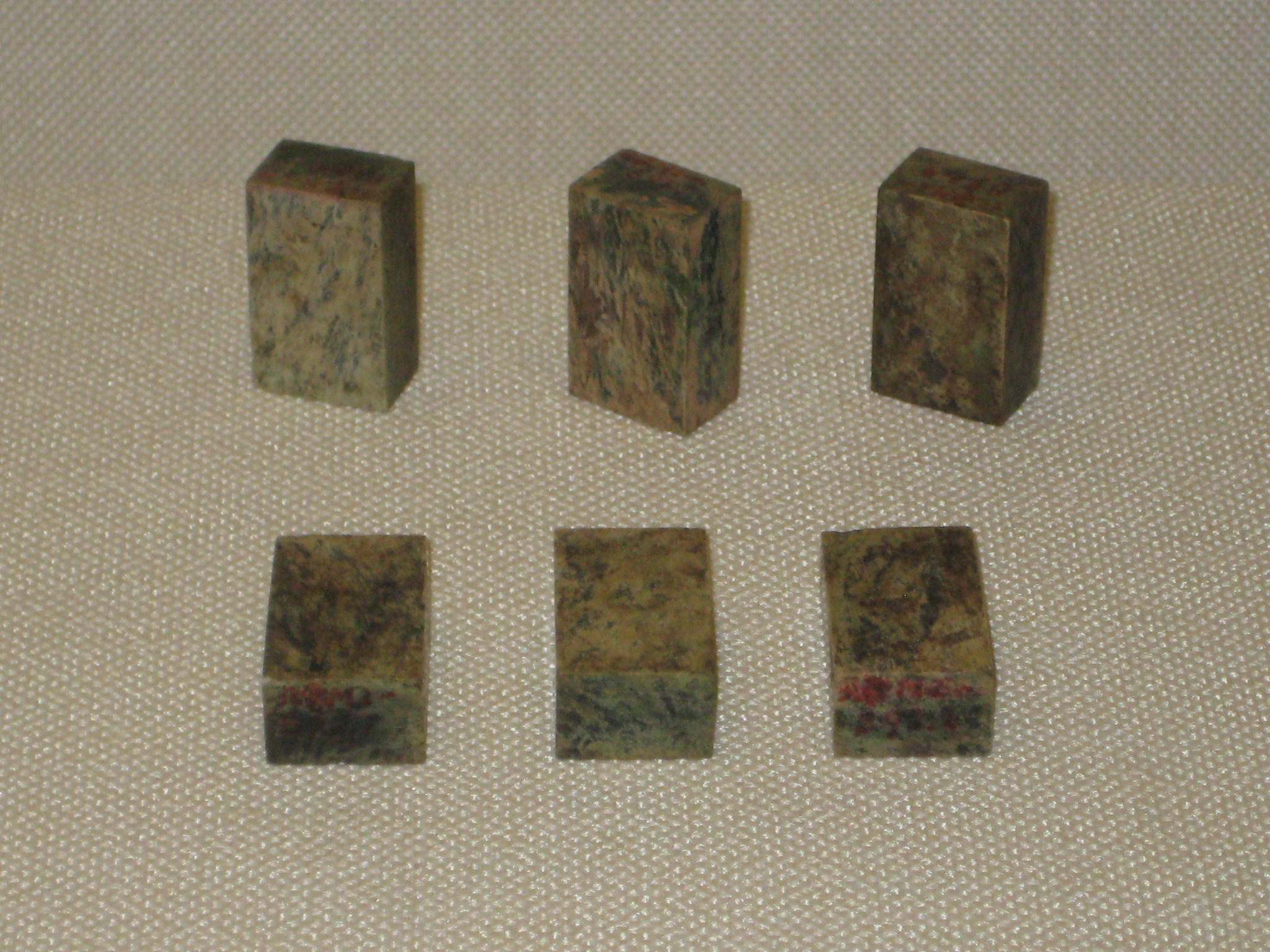
pièces du jeu liubo retrouvées dans la tombe.
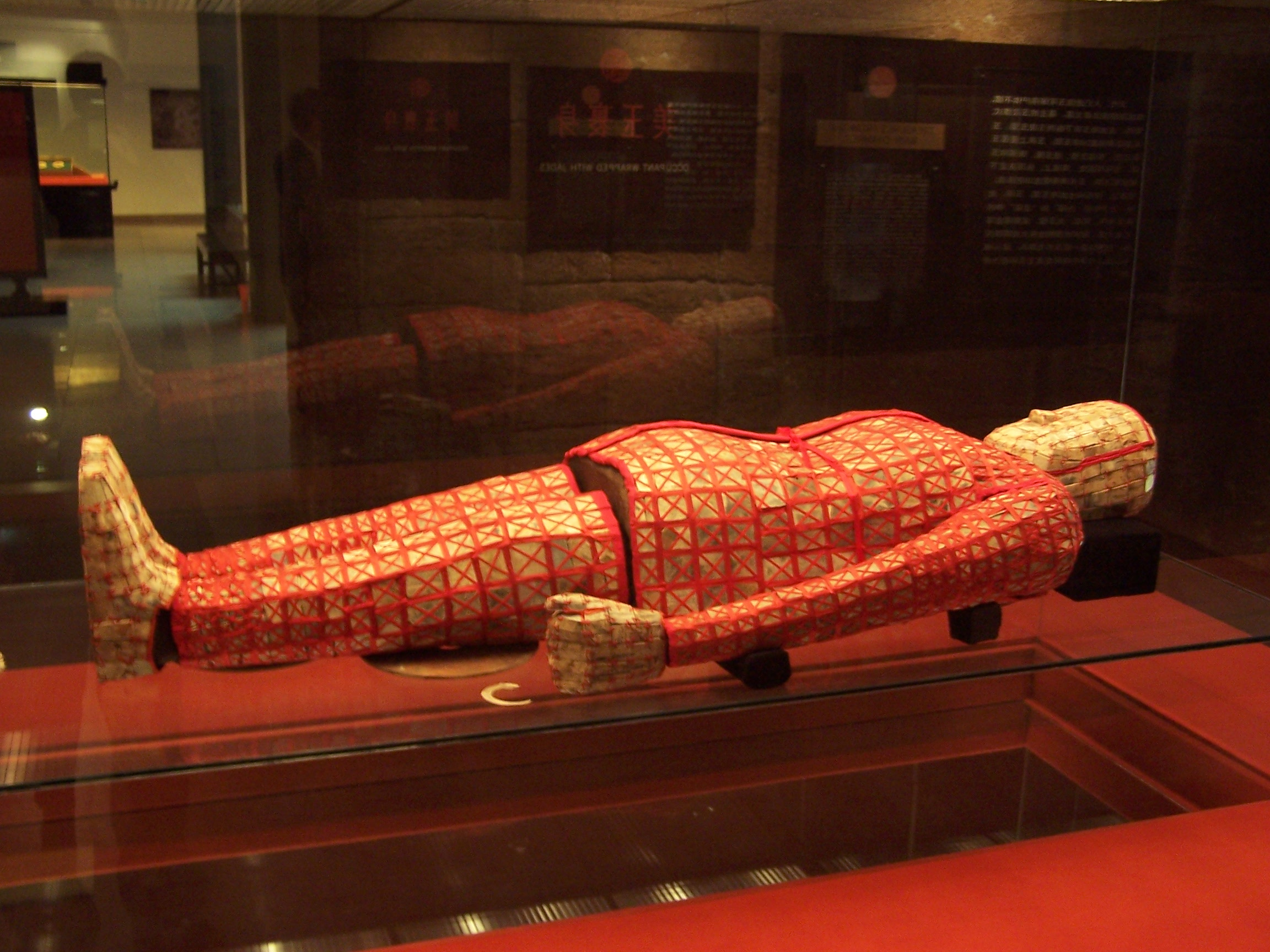
Sarcophage de jade et de soie
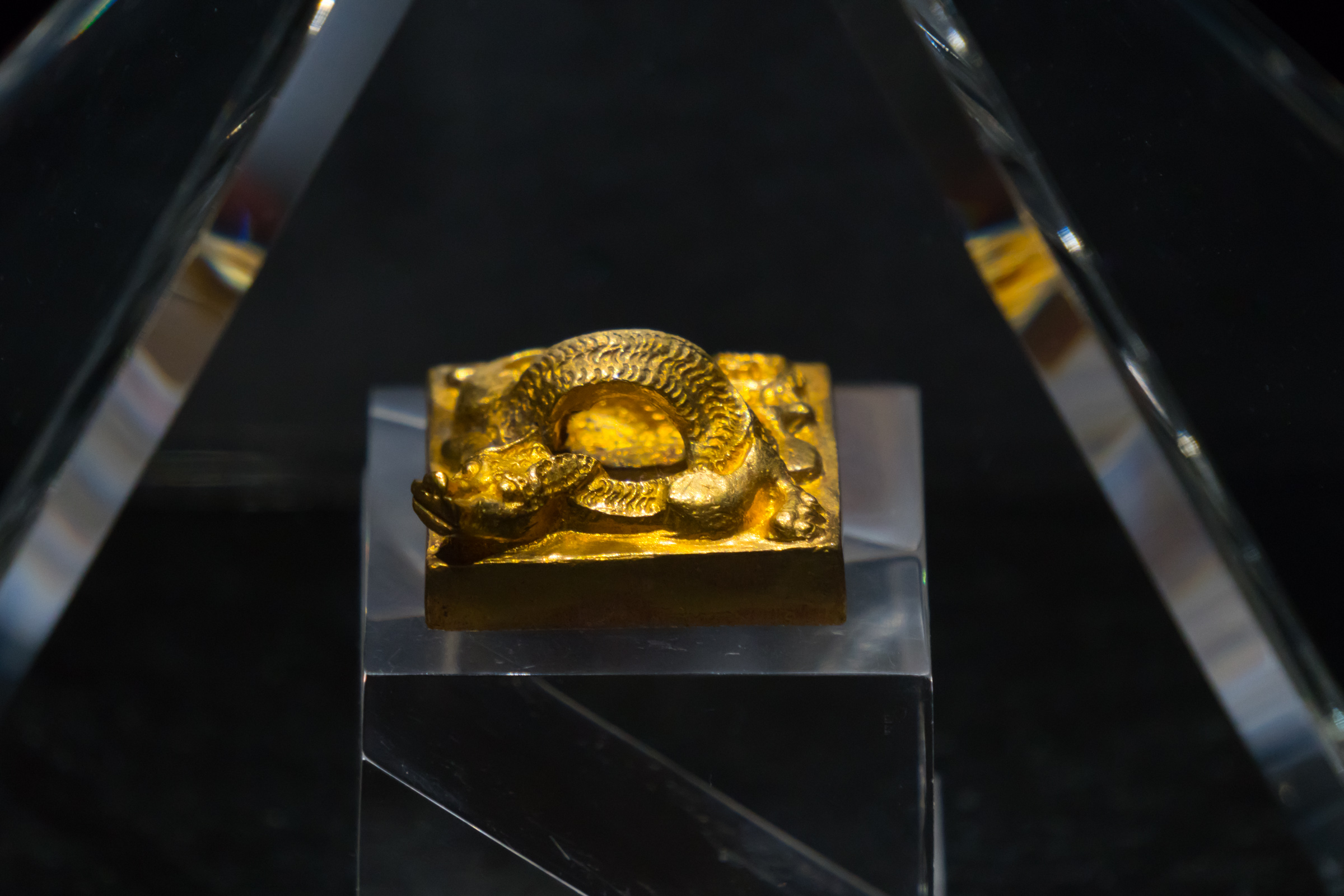
Sceau du roi
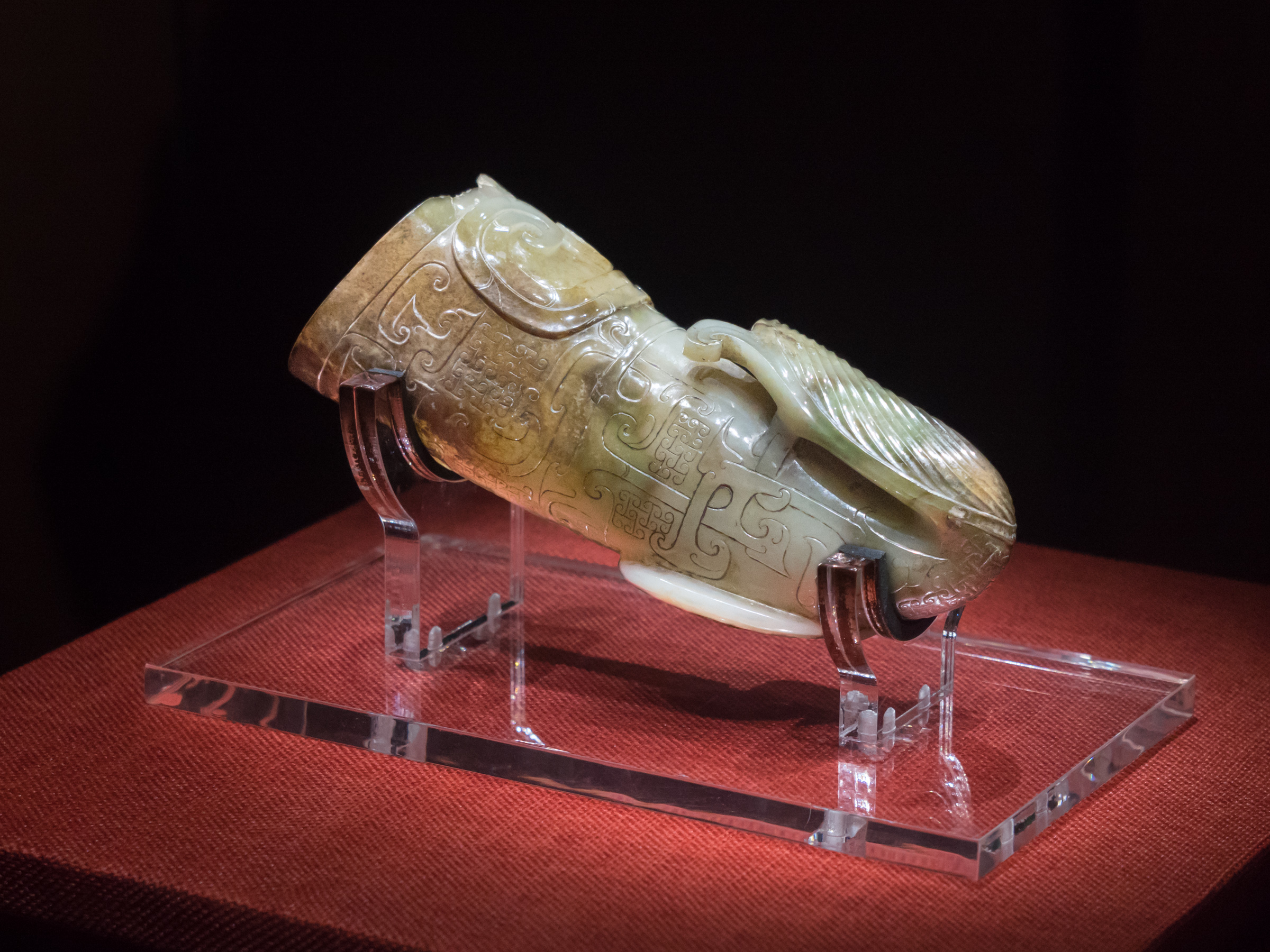
Coupe en jade
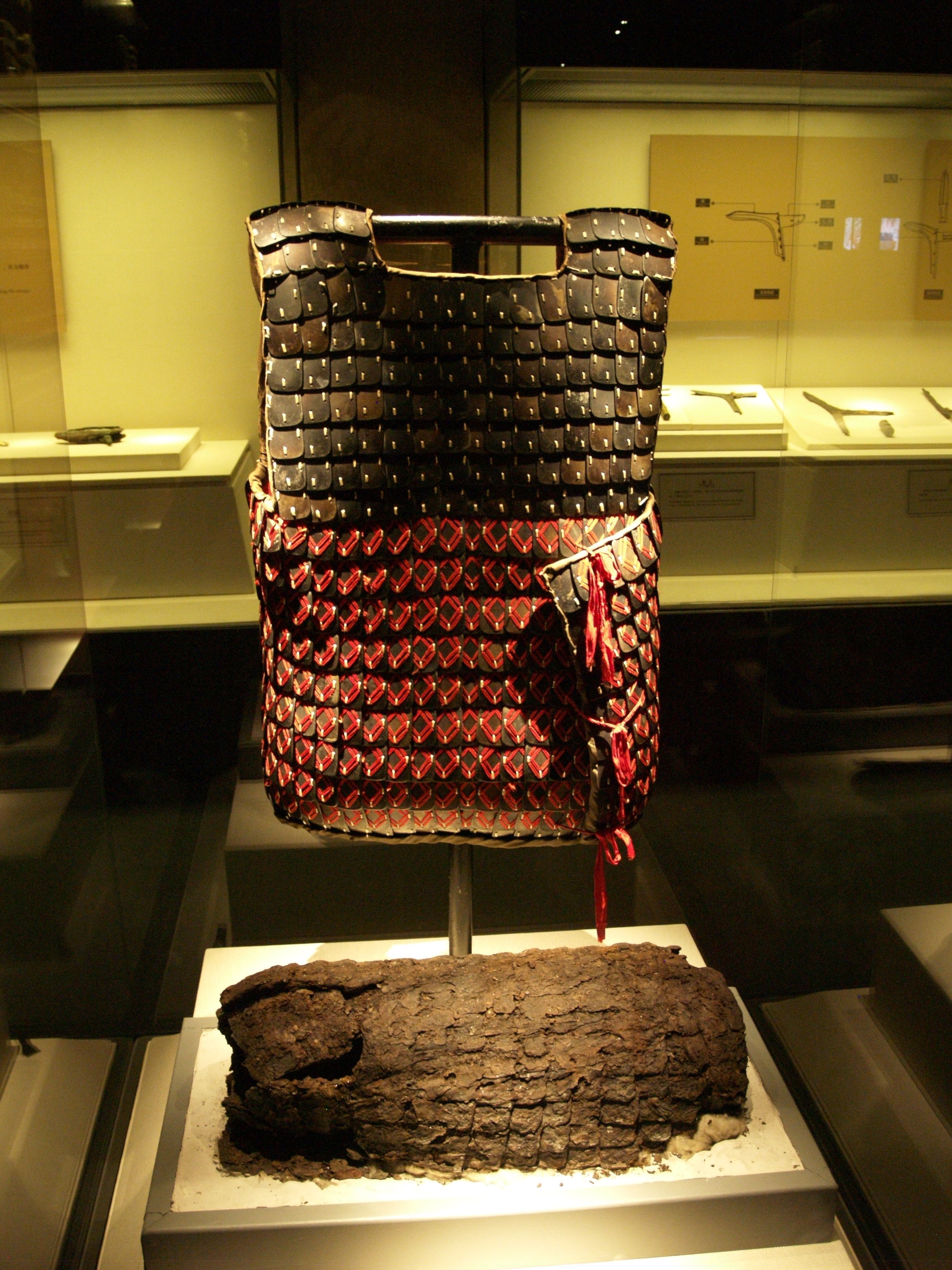
Armure de Nanyue